# You're Always Here
"You're Always Here"—en español: "Tú siempre estás aquí"—  es un sencillo lanzado por la cantante y actriz estadounidense Ashley Tisdale. El sencillo fue lanzado oficialmente en radios y descarga digital 16 de diciembre de 2013 en mundialmente.
La canción está escrita y producida por la misma Ashley Tisdale, además, en la composición también estuvo involucrado el prometido de esta, Christopher French. Se trata de un tema solidario en memoria del abuelo fallecido de Tisdale.